# Kozan-Talsperre
Die Kozan-Talsperre (türkisch Kozan Barajı) wurde in den Jahren 1967–1972 am Kilgen Çayı, ein Zufluss des Ceyhan, in der südtürkischen Provinz Adana errichtet.
Die Talsperre liegt 7 km nördlich der Kreisstadt Kozan an der Südflanke des Taurusgebirges.
Ihr Hauptzweck ist die Bewässerung einer Fläche von 10.177 ha. 
Das Absperrbauwerk ist ein 78,5 m hoher Steinschüttdamm. 
Das Dammvolumen liegt bei 1,74 Mio. m³.
Der Stausee bedeckt eine Fläche von 6,4 km² und besitzt ein Speichervolumen von 170 Mio. m³.